# Osni Branco
Osni Branco (Araçatuba, 1 de janeiro de 1947) é um artista plástico brasileiro. Branco é conhecido por produzir o martelo da B3, que é um presente dado pela bolsa de valores brasileira para autoridades.
Nascido no interior do estado de São Paulo, em Araçatuba, viveu sua infância numa fazenda. Morou na Itália, Estados Unidos e Japão. No ano de 2001, recebeu a comenda de Ética e Cidadania da Nihon Zenko Kai em Tóquio. Estudou pintura em nanquim sobre papel de arroz (sumi-ê), escultura e cerâmica, e processos de cera perdida. Em 2019, recebeu voto de aplauso na Câmara Municipal de Araçatuba.

## Site oficial
- Osni Branco - Site oficial